# Quernaspis quercus
Quernaspis quercus är en insektsart som först beskrevs av Comstock 1881.  Quernaspis quercus ingår i släktet Quernaspis och familjen pansarsköldlöss. Inga underarter finns listade i Catalogue of Life.